# Mamurius Veturius
 (août 2018).
Si vous disposez d'ouvrages ou d'articles de référence ou si vous connaissez des sites web de qualité traitant du thème abordé ici, merci de compléter l'article en donnant les références utiles à sa vérifiabilité et en les liant à la section « Notes et références ».
Selon la tradition de la Rome antique, Mamurius Veturius était l'artisan qui forgea les boucliers suspendus du temple de Mars (les ancilia).

## Histoire
Le roi Numa Pompilius chargea Mamurius Veturius de fabriquer douze boucliers identiques à l'ancile. Les 12 boucliers correspondent aux nombres de mois du nouveau calendrier construit par Numa Pompilius. Les boucliers étaient sous la garde des Saliens, prêtres voués au culte de Mars, qui les utilisaient lors de rituels et de processions. La fête mamuralia lui est dédiée.

## Étymologie et origine
Son nom est très probablement issu du nom européen du jeune guerrier *mé/óryo- et de ce fait au nom propre Marius et au dieu Mars. Veturius au contraire se laisse interpréter, selon Jean Haudry comme « le vieux ». Mamurius Veturius serait ainsi le « vieux garçon », une désignation du guerrier qui dans son âge mûr ne fonde pas de famille et reste membre d'un compagnonnage jusqu'à sa vieillesse.
Mamurius Veturius, en tant que forgeron, était probablement un maître d'initiation d'une confrèrie de guerriers, le forgeron restant un personnage ambigu en marge de la société.